# اریک انگلر
اریک انگلر (انگلیسی: Eric Engler؛ زادهٔ ۲۱ سپتامبر ۱۹۹۱) دوچرخه‌سوار اهل آلمان است.
وی در مسابقات کشوری و بین‌المللی در مجموع برندهٔ ۱ مدال نقره، ۱ مدال برنز شده‌است.